# Batalla del llac Benacus
La batalla del llac Benacus fou un combat que tingué lloc el novembre del 268 als voltants del llac de Garda (Benacus en Llatí), entre l'exèrcit romà de l'emperador Claudi II el Gòtic i un contingent de la tribu germànica dels Alamans. La victòria romana fou aclaparadora i es considera que va marcar el final de la Crisi del segle iii que tant havia afeblit a l'Imperi Romà, si bé no va aconseguir aturar indefinidament les incursions germàniques sobre el territori de l'imperi.

## Rerefons
Article principal: Guerra gòtica (267-269)
El 268 els Alamans van aprofitar l'absència de tropes romanes a la frontera per envair Itàlia, creuant pel Pas del Brenner. Les legions que havien d'estar guardant la frontera havien estat traslladades per l'emperador Galiè per enfrontar-se a l'usurpador Aureol. Galiè, però, no va arribar a enfrontar-se a l'usurpador, ja que fou assassinat l'estiu del 268 pels seus propis homes que proclamaren a Claudi II com nou emperador. Claudi II pujà al tron, gairebé sense temps per preparar-se per fer front als alamans.

## La Batalla
Els dos exèrcits es trobaren al Llac Garda. Els legionaris, uns 35.000, s'enfrontaven amb un enemic molt més nombrós, ja que els alamans que havien entrat a Itàlia eren aproximadament uns 100.000, comptant les famílies dels guerrers. Malgrat que els detalls de la batalla en si són desconeguts, Claudi II aconseguí una aclaparadora victòria, amb aproximadament la meitat dels bàrbars caiguts durant el combat.

## Fets posteriors
Aquesta i la victòria posterior en la batalla de Naïssus marcaren la fi de la crisi que assolava l'imperi, que sota l'enèrgic lideratge dels generals Il·líris, Claudi II el Gòtic i Aurelià, aconseguiria recuperar tots els territoris perduts durant el regnat dels seus predecessors.